# 奎屯河
奎屯河，是中国新疆西部一条内流河，发源于天山依连哈比尔尕山北坡，向北流出山口后进入准噶尔盆地，先后流经独山子区、奎屯市、乌苏市等地，最终折向西注入精河县境内的艾比湖。该河全长359公里，流域面积1945平方公里。